# Серафим Тихонов
Архієпископ Серафим (світське ім'я Дмитро Захарович Тихонов; *23 лютого 1935, Сура — †3 липня 2000, Москва) — релігійний діяч у Мордовії. Єпископ Російської православної церкви, архієпископ Пензенський і Кузнецький.
Вихованець українського релігійного діяча, архієпископа Феодосія Погорського.

## Біографія
У 1950 році закінчив школу. У 1950-1952 роки — навчався в Рузаєвському залізничному училищі Мордовської АРСР.
У 1955 — закінчив 9-й клас середньої школи робітничої молоді.
У 1955 році — призваний до Красної Армії, проходив службу радіотелефоністом артилерійської частини. 5 січня 1956 звільнений у запас через хворобу, після чого перебував на лікуванні в залізничній лікарні Харкова, де вирішив присвятити своє життя служінню Богу.
У 1957 році переїхав до Саранська, де став часто відвідувати Іоанно-Богословський собор і готуватися до вступу в духовну семінарію. У тому ж році вступив у Саратовську духовну семінарію. Навчаючись у семінарії, виконував обов'язки іподиякона і келейника у ректора семінарії архімандритом Феодосія Погорського.
Закінчив Саратовську духовну семінарію в 1961 році, Ленінградську духовну академію в 1965 році, аспірантуру Московської духовної академії в 1968 році, кандидат богослов'я.
20 квітня 1965 архієпископом Пензенським і Саранським Феодосієм пострижений у чернецтво.
З 1968 по 1970 роки Серафим був секретарем керуючого Іванівською єпархією архієпископа Феодосія, в 1969 році був возведений у сан ігумена і до 1970 року послідовно обіймав посади секретаря, заступника начальника і начальника Руської духовної місії в Єрусалимі.
30 вересня 1977 призначений намісником Свято-Успенського Патріаршого чоловічого монастиря в Одесі.

### Архієрейство
18 жовтня 1978 хіротонізований на єпископа Пензенського і Саранського.
27 жовтня 1978 прибув на Пензенську кафедру.
5 квітня 1990 возведений у сан архієпископа.
За час більш ніж 20-річного керування єпархією владикою Серафимом число парафій зросла з 27 до 160, було відкрито 3 монастиря, а також православна гімназія в Пензі, 40 недільних шкіл, вечірні богословські курси, перший випуск яких відбувся в 1999 році.
Помер 3 липня 2000 в Москві.
Похований у Пензі на Мироносицькому кладовищі біля будівлі Успенського кафедрального собору.